# Харвуд, Эндрю
Э́ндрю Ха́рвуд (англ. Andrew Harwood; 7 сентября 1945 — 6 февраля 2008) — австралийский телеведущий и актёр.

## Биография
Карьера Харвуда началась с работы на радиостанции в Уорике — небольшом городке на юго-востоке Квинсленда. После того, как ему предложили работу на radio 2KY, Харвуд переехал в Сидней. Там он устроился работать диктором на телеканал Seven Network. Талант Харвуда очень скоро заметили и в 1971 году он начал вести телеигру It's Academic. После того, как в 1978 году игра была снята с эфира, Харвуд стал ведущим австралийской версии телеигры Jeopardy!. В начале 1980-х годов он также выступил ведущим телеигр Class of 82 и Class of 83.
В 1970-е — 1980-е годы Харвуд регулярно появлялся в комедийном телесериале Paul Hogan Show, главную роль в котором играл Пол Хоган. Вдобавок к этому, Харвуд был ведущим нескольких конкурсов красоты «Мисс Новый Южный Уэльс».
Харвуд также снялся в телесериале Good Morning Sydney, регулярно появлялся на телешоу At Home и вёл передачу Till 10, выходившую в эфир на телеканале Network Ten.
Последние годы своей жизни Харвуд болел астмой. Он умер 6 февраля 2008 года от дыхательной недостаточности. Его пережили жена и две дочери: Лани и Таси.